# Ecteinascidia venui
Ecteinascidia venui is een zakpijpensoort uit de familie van de Perophoridae. De wetenschappelijke naam van de soort is voor het eerst geldig gepubliceerd in 2000 door Meenakshi.